# Giacomo della Marca
Giacomo della Marca, al secolo Domenico Gangala (Monteprandone, 1º settembre 1393 – Napoli, 28 novembre 1476), è stato un sacerdote appartenente all'Ordine dei Frati Minori Osservanti (O.F.M.Obs.); è stato canonizzato nel 1726 da papa Benedetto XIII.

## Biografia

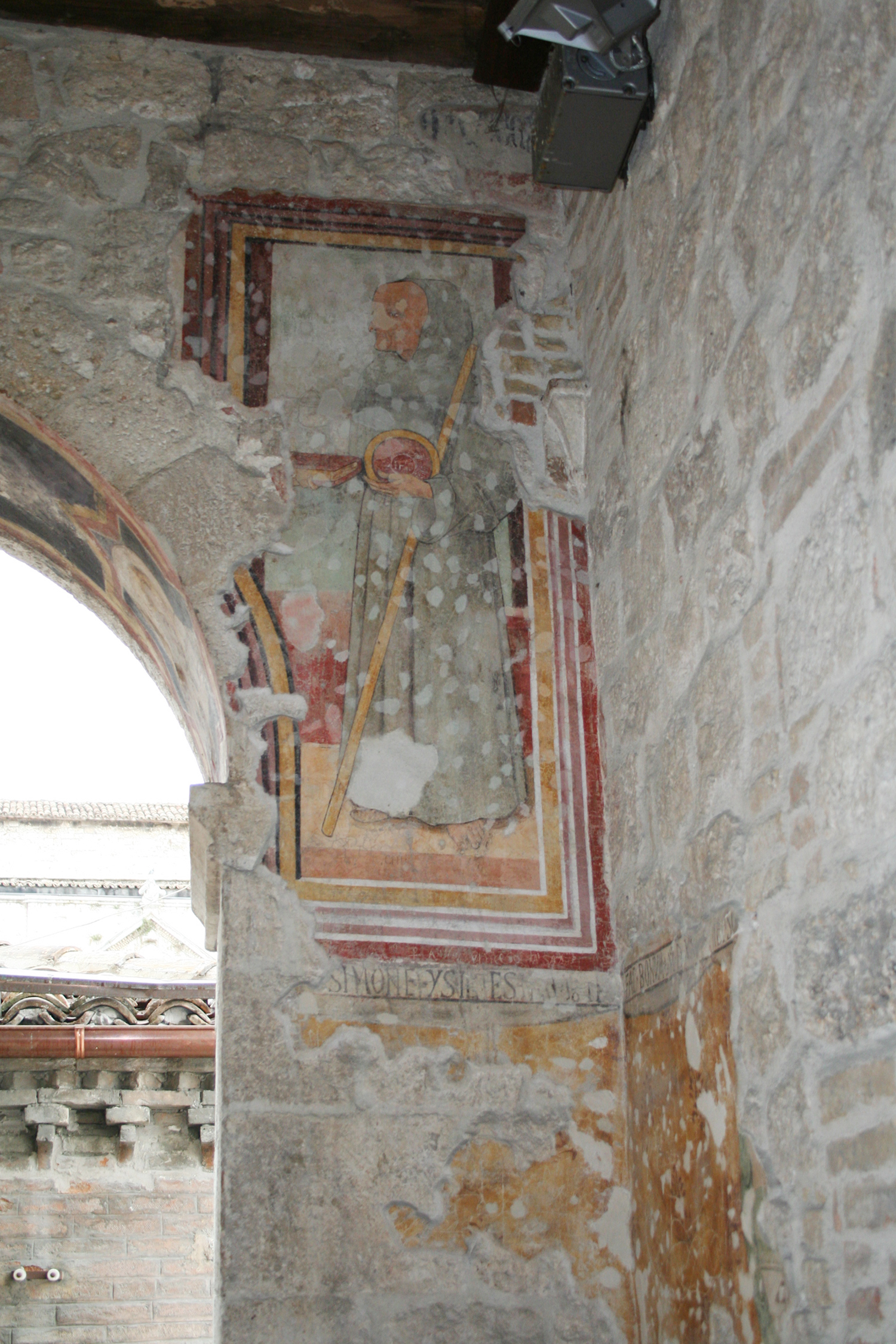
San Giacomo della Marca, affresco del 1490 attribuito a Pietro Alemanno. Palazzo dei Capitani del Popolo di Ascoli Piceno.

Confessione, 1476

Giacomo della Marca nacque il 1º settembre 1393 a Monteprandone, in una regione molto influenzata dalla spiritualità francescana, come mostra per esempio la vita del beato Giovanni della Verna e di santa Camilla Battista da Varano. Compiuti gli studi liberali ad Ascoli si laureò in Diritto a Perugia intorno al 1412 e lo troviamo poi a Bibbiena, in Toscana come giudice e poi come notaio nella segreteria comunale di Firenze. Entrato in amicizia con i francescani del luogo e meditando intorno ai misteri redentivi che suscitava in lui la visione del Monte Verna, lasciò l'avvocatura ed entrò nell'Ordine dei Frati Minori nel luglio del 1416. Fu allievo con Giovanni da Capestrano e con Bernardino da Siena. Nel 1423 venne ordinato sacerdote.
Nel 1430 fondò, insieme allo stesso san Bernardino da Siena, il Santuario di Maria Santissima del Lattani a Roccamonfina.
Grazie al suo intervento in veste di pacificatore, le città di Fermo e Ascoli, eterne nemiche, stipularono una storica pace nel 1446 e poi nel 1463. A suggello di ciò nello stemma di ciascuna delle due città è rappresentato lo stemma dell'altra ex nemica.
Abile predicatore, fu impiegato dal suo ordine nel contrasto dell'eresia bogomil in Bosnia e delle dottrine degli ussiti in Austria e Boemia. Su invito di papa Pio II partecipò al Concilio di Mantova del 1459, convocato per indire una crociata contro i Turchi. Fondò alcuni conventi nell'Europa centrale, diffondendo anche la devozione del nome di Gesù. Prese parte al Concilio di Firenze per la riunione fra la Chiesa latina e quelle orientali.
Pur immerso in tante fatiche, si prodigò a costruire basiliche, conventi, biblioteche, pozzi e cisterne pubbliche; diede Statuti Civili - lui frate - ad undici città mentre attendeva a fondare nuove confraternite - figurando come un precursore dell'associazionismo cattolico - trova anche il tempo per scrivere 18 libri, mostrandosi così di ingegno universale.
Morì a Napoli il 28 novembre 1476. Il suo corpo venne sepolto nella chiesa di Santa Maria la Nova a Napoli. Nel 2001 il corpo è stato traslato nel Santuario "Santa Maria delle Grazie", da lui fondato nel 1449, a Monteprandone.

## Il culto
È stato beatificato il 12 agosto 1624 da papa Urbano VIII. Papa Benedetto XIII lo ha proclamato santo il 10 dicembre 1726.
È tra i patroni della città di Napoli, di Monteprandone e compatrono di Mantova.
A lui sono intitolate due parrocchie in territorio italiano: ad Ascoli Piceno e a Porto d'Ascoli.
Memoria liturgica il 28 novembre.